# 2013 en rugby à XIII
| Années du rugby à XIII : 2010 - 2011 - 2012 - 2013 - 2014 - 2015 - 2016    |
| Décennies du rugby à XIII : 1980 - 1990 - 2000 - 2010 - 2020 - 2030 - 2040 |

Les faits marquants de l'année 2013 en rugby à XIII

## Principales compétitions
- Championnat de France (du 28 septembre 2012 au 14 mai 2013)
- National Rugby League (du ? février au 6 octobre 2013)
- State of Origin (du 5 juin au 17 juillet 2013)
- Super League (du ? février au ? octobre 2013)
- Coupe d'Angleterre (du ? février au ? ??? 2013)
- Tournoi européen des nations (du ?? ???? au ? ???? 2013)

## Principaux décès
- 17 juillet : décès à 76 ans de Marcel Bescos, joueur de rugby à XIII international français;
- 30 juillet : décès à 69 ans de Georges Bonnet, joueur de rugby à XIII international français;
- 29 novembre : décès à 76 ans de René Benausse, joueur de rugby à XIII international français;